# Английская армада
Английская армада, (англ. English Armada) также известная как Контрармада или Экспедиция Дрейка-Норриса) — военный флот, отправленный к Иберийскому полуострову королевой Англии Елизаветой I в 1589 году во время англо-испанской и восьмидесятилетней войн. Экспедицию возглавил сэр Фрэнсис Дрейк в качестве адмирала, и сэр Джон Норрейс как генерал, целью было поставлено уничтожение остатков Непобедимой армады и выведение Португалии из-под владычества габсбургской Испании. Военная кампания закончилась разгромом английского флота и большими потерями с обеих сторон, а также возрождением Испании как морской державы на протяжении следующего десятилетия.

## Цели и планы
После поражения Непобедимой армады королева Англии Елизавета решила принудить испанского короля Филиппа II к подписанию мирного договора.
Целями английской экспедиции были:
- Сжечь испанский Атлантический флот, располагавшийся на стоянке в портах Ла-Коруньи, Сан-Себастьяна и Сантандера.
- Высадка в Лиссабоне и организация восстания против испанского короля Филиппа II, который с 1583 года занимал португальский престол как Фелипе I.
- Создание постоянной базы на Азорских островах,
- Захват испанского Серебряного флота, возвращавшегося из американских колоний в Кадис.

Главной же целью виделось снятие торгового эмбарго через восстановление независимости Португальской империи, включавшей в себя Бразилию и Вест-Индию, а также фактории в Индии и Китае. Елизавета рассчитывала снять торговое эмбарго, восстановить торговлю и тем самым сдерживать Габсбургов в Европе.
Вместе с тем будущая экспедиция столкнулась с рядом рисков:
- Португальская аристократия и духовенство в 1581 году признали испанскую новую власть на созванных кортесах, чем дали начало Иберийской унии. Последним представителем правящей Ависской династии был Антонио из Кратуна, в 1582 году не удержавший Азорские острова при помощи Франции и обратившийся к помощи Англии. Вместе с тем, сторонник Габсбургов, папа римский Григорий XIII, отказался освобождать его от духовного сана (запрещавшего короноваться и заводить детей), а среди претендентов была и потомок короля Мануэля I Катерина Браганса.
- Избыточная вера в то, что удастся повторить успех налёта Фрэнсиса Дрейка на Кадис в 1587 году.

Сама экспедиция имела форму акционерного общества с капиталом около £ 80 000. Из них одну четверть инвестировала английская королева, одну восьмую — Нидерланды, оставшееся составили взносы дворян, купцов и ремесленников. Отплытие флота задерживали логистические проблемы и неблагоприятные погодные условия. К этому добавились переход трети имевшейся провизии в непригодный вид, резкий рост числа добровольцев (с 10 000 до 19 000 человек, из которых солдат-ветеранов было всего 1800).

## Экспедиция
Когда флот всё-таки отплыл, в его составе были шесть королевских галеонов, 60 английских вооружённых торговых судов, 60 голландских плоскодонок и около 20 пинасов. Помимо сухопутных войск на кораблях были 4000 моряков и 1500 офицеров, а также различные авантюристы. Дрейк разделил имевшиеся корабли в пять эскадр, которые возглавили: он сам на корабле «Месть», братья сэры Джон и Эдуард Норрейсы, Томас Феннер на корабле «Дредноут», и Роджер Уильямс на судне Swiftsure. К ним также присоединился, против воли королевы, граф Эссекс Роберт Деверё.
Большинство потерь испанской Непобедимой армады составляли вооружённые торговые суда, в то время как её ядро, хоть и с трудом, возвратилось домой для многомесячного ремонта в доках, являвшихся идеальной целью для атаки.
Непредвиденные задержки и боязнь застрять в Бискайском заливе заставили Дрейка пойти в обход Сантандера, где ремонтировалась большая часть кораблей, и вместо этого атаковать город Ла-Корунья в Галисии. Норрейс занял нижний город, убил 500 испанцев и разграбил винные погреба, в то время как Дрейк уничтожил 13 торговых судов в гавани. В течение следующих двух недель дул западный ветер, и в ожидании его перемены англичане занялись осадой верхнего города. Пара испанских галер сумела несколько раз проскользнуть мимо английского флота и доставить провиант защитникам, и в итоге, когда задул благоприятный ветер, англичане сняли осаду. Под Ла-Коруньей англичане потеряли четырёх капитанов, несколько сотен солдат и 3000 прочего персонала в 24 транспортных кораблях. Многие голландцы после этого вернулись назад в Англию или в Ла-Рошель. Оставшиеся направились в Пуэнто-Дель-Бурго, где Норрейс одержал скромную победу, а затем — в Лиссабон.
Лиссабонский гарнизон проявлял определённое недовольство, но за то время, что англичане осаждали Ла-Корунью, испанцы укрепили оборону Португалии. Когда Норрейс прибыл, ожидаемое восстание так и не последовало, и достичь удалось весьма малого. 30 июня Дрейк захватил флот из 20 французских и 60 кораблей Ганзы, занимавшийся торговлей с Испанией в нарушении установленного Англией эмбарго. Английский историк Ричард Брюс Вернхем назвал это ощутимым ударом по испанской торговле, однако позже королева была вынуждена опубликовать оправдательную декларацию Declaration of Causes, так как жертвами нападения в итоге стали английские инвесторы.
Уничтожив зернохранилища в португальской столице, англичане повредили снабжению и военно-морские коммуникации. Однако несмотря на браваду Эссекса, вонзившего меч в ворота города с вызовом для защитников, взять Лиссабон без артиллерии и поддержки местного населения было невозможно. Восстание не произошло отчасти из-за отсутствия Дрейка, разделения и потери связи между сухопутными и морскими силами после высадки в Пениши, а также здравого рассуждения защитников города предоставить противнику право штурмовать стены. На штурм англичане не решились..
Эссекс получил приказ от Елизаветы возвратиться ко двору и отказ прислать подкрепления и орудия для полноценной осады, так как правительница не имела никакого желания вести наземную войну в Португалии. Из-за этого было решено сосредоточиться на создании базы на Азорских островах. Однако испанские власти уже были готовы к возможной осаде, а англичане к этом времени начали страдать от болезней. Два вооруженных торговых судна у Лиссабона попали в засаду девяти испанских галер под командованием Алонсо де Базан. Корабль «Уильям» был спасён «Местью» после ухода экипажа, но из-за нехватки рабочей силы для дальнейшего плавания после боя судно затопили. Другой корабль был охвачен пожаром после долгой схватки, и в конце концов затонул вместе со своим капитаном Майнсшоу. Одно из трех судов, перевозивших команду «Уильяма», было потоплено со всем экипажем после нападения испанских кораблей.
Вскоре стало очевидно, что ни о какой высадке на Азорских островах уже не могло быть и речи. К этому моменту под командованием Дрейка оставалось 2000 человек (остальные потеряли способность к службе), шторм повредил ряд кораблей. Норрейс отправился на родину вместе с ранеными и больными, Дрейк с оставшимися 20 кораблями отправился на охоту за флотом с сокровищами. Англичане попали в очередной сильный шторм и не смогли выполнять поставленную задачу, после разграбления Порту-Санту около острова Мадейра его флагманский корабль «Месть» дал течь и чуть не потонул, после чего было решено уходить в Плимут.
Не считая 18 уничтоженных или захваченных кораблей в Ла-Корунье и Лиссабоне, английский флот потерял около 40 кораблей. 14 из них погибли из-за испанских военно-морских сил: 3 — в Ла-Корунье, 6 — уничтожено Мартином де Падильей во время осады Лиссабона, 3 — Алонсо де Базаном, а 2 — Арамбуру. Остальные суда погибли в бурях на обратном пути. Были отложенные последствия — вспышки заболеваний на борту после возвращения распространились среди населения британских портов. Ни одна из целей экспедиции достигнута не была, результат оказал сильное воздействие на акционерные общества. Англичане понесли тяжелые потери в кораблях, людях и ресурсах, сумев захватить всего 150 пушек и £ 30 000 (примерно 1/10 годового дохода королевства). Единственным возможным достижением можно считать временное нарушение испанской морской торговли[уточнить] и препятствие материальному снабжению, что могло стать причиной бунта в войсках Алессандро Фарнезе во Фландрии несколько позже, в августе 1589 года.

## Последствия
Провал экспедиции сильно ударил по королевской казне, столь бережно восстановленной Елизаветой. Продолжение войны ещё сильнее сказалось на Испании, одновременно участвовавшей в военных действиях во Франции и Нидерландах, вынужденной в 1596 году объявить дефолт по долговым обязательствам. В 1595 году испанский десант высаживался в Корнуолле на западе Англии, а отправленные в последующие два года две флотилии были рассеяны штормом. Англичане в ответ сожгли в 1596 году Кадис. Полноценного преимущества ни одна из сторон конфликта добиться не смогла, и в 1604 году был заключён Лондонский мир.